# Баркли, Чарльз Уильям
Чарльз Уильям Баркли (англ. Charles William Barkley; ??.??.1759, Хартфорд — 16 мая 1832) — английский мореплаватель и торговец пушниной.

## Биография
Впервые вышел в море в возрасте 11 лет вместе с отцом, который был капитаном корабля Ост-Индской компании Pacific. Потом совершил путешествие в Вест-Индию и для Ост-Индской компании семь путешествий на Дальний Восток. Женился в 1786 году.
После ухода из Ост-Индской компании приобрел корабль Loundon, который переименовал в Imperial Eagle.
24 ноября 1786 года вместе с женой Френсис отправился на корабле на острова Тихого океана. Вначале остановился на Гавайях. В июне 1787 года достиг залива Нутка, после чего отправился на юг от залива, торгуя, исследуя и давая названия географическим локациям. Среди этих локаций пролив Хуан-де-Фука, который он назвал в честь испанского мореплавателя Хуана де Фука.
В декабре 1787 года прибыл в Макао, где получил прибыль от торговли в размере 10 тыс. долларов. Потом отправился на Маврикий, где узнал о том, что Ост-Индская компания подала на владельцев корабля в суд за торговлю без лицензии. Чтобы избежать юридических проблем, они решили его продать и расторгнуть контракт с Баркли. Последней остановкой стала Калькутта, где корабль Imperial Eagle был конфискован.
Через два года вернулся домой в Англию. После этого продолжил свою торговую карьеру, отправляясь в путешествие на кораблях Princess Frederica (в Индийский океан) и Halcyon (в Тихий океан).
О последних годах жизни мало что известно. Умер в 73 года, оставив после себя жену Френсис, двоих сыновей и двоих дочерей.

## Интересные факты
- Френсис, жена Чарльза Баркли, стала первой женщиной, совершившей кругосветное путешествие без необходимости скрывать свою личность. До этого только две женщины совершили кругосветное путешествие: Жанна Барре, переодевшаяся мужчиной, и Роза де Фрейсине, тайно находившаяся на корабле своего мужа, мореплавателя Луи де Фрейсине[2].
- Wynee, прислуга семьи Баркли, стала первым гавайцем, попавшем в Британскую Колумбию[2].